# Sébastien Delot
Sébastien Delot, né le 10 décembre 1975 à Paris. Docteur en histoire de l’art contemporain et diplômé de l’ESSEC, il est conservateur du patrimoine.

## Biographie
Sébastien Delot est né en 1975 à Paris. Après des études d’histoire de l’art à l’École du Louvre, complétées par un cursus en école de commerce à l’ESSEC (École supérieure des sciences économiques et commerciales), il part aux États-Unis. De retour en France, il soutient une thèse - « Les galeries d’art contemporain à New York, 1941-1993 : topographie et marché de l’art » - sous la direction de Jean-Marc Poinsot et Robert Storr (en), et collabore à la revue Flash Art. Il devient responsable, pendant cinq ans, de la communication et du mécénat du Mac/Val (Vitry-sur-Seine). Membre de l’équipe de la conservation du Louvre Abu Dhabi, il rejoint en 2015 le Musée d'art moderne et contemporain de Saint-Étienne. En janvier 2017, il devient directeur-conservateur du LaM,, (Villeneuve d'Ascq). Il assure alors différents commissariats d’expositions : Popcorn au Musée d’art moderne de Saint-Étienne, avec Alexandra Midal ; Nicolas Schöffer. Rétroprospective (2018), Alberto Giacometti, une aventure moderne (2019) au LaM ; Etel Adnan au Centre Paul Klee (Berne) et au MUDAM (Luxembourg). En 2020, en collaboration avec Marie-Laure Bernadac et le Kunstmuseum de Bâle, il organise au LaM la plus grande exposition consacrée à l’artiste sud-africain William Kentridge jamais présentée en France. Fasciné depuis l’adolescence par l’oeuvre de Paul Klee qu’il découvre au Centre Pompidou, il assure en 2021, en collaboration avec le Centre Paul Klee (Berne), le commissariat d’une rétrospective consacrée à l’artiste au LaM.